# Anne Shirley-Cuthbert
Anne Shirley is een personage uit de boeken over Anne van het Groene Huis van Lucy Maud Montgomery.
Dit karakter is een wereldberoemd icoon voor Prince Edward Island en publiekstrekker voor toeristen. Dawn Evelyeen (Evelyn) Paris besloot haar artiestennaam aan deze personage te ontlenen na een succesrol in een film uit 1934.
Anne Shirley werd geboren in het fictieve plaatsje Bolingbroke, Nova Scotia, als dochter van onderwijzers Walter en Bertha Shirley (geboren Willis). Hoewel geen exacte geboortedatum wordt gegeven, wijzen latere verwijzingen erop dat ze op 5 maart 1866 geboren is. Anne werd op drie maanden leeftijd wees, nadat haar ouders stierven aan tyfus. Zonder andere familieleden werd ze opgenomen door de huishoudster van de Shirleys, mevrouw Thomas. Na de dood van haar man ging Anne bij de problematische familie Hammond wonen, waar ze voornamelijk als dienstmeid werd behandeld. Toen ook meneer Hammond overleed, werden de kinderen verdeeld onder familieleden en belandde Anne in een weeshuis in Hopetown. Ze voelde zich “vervloekt” door tweelingen, aangezien mevrouw Hammond drie sets tweelingen had waarvoor Anne moest zorgen.
Aankomst op Green Gables, Avonlea
Op 11-jarige leeftijd werd Anne uit het weeshuis gehaald en naar de naburige provincie Prince Edward Island gebracht, die ze altijd als haar ware thuis zou beschouwen. Haar aankomst was echter een vergissing: de broer en zus Matthew en Marilla Cuthbert wilden eigenlijk een jongen adopteren om te helpen op de boerderij, maar de buurvrouw die de boodschap doorgaf, begreep dat ze een meisje wilden. Matthew werd direct betoverd door Annes goedhartigheid, enthousiasme en levendige verbeelding en wilde haar meteen houden. Marilla was aanvankelijk van plan haar terug te sturen, maar gaf uiteindelijk toe, zowel door Annes unieke levensvreugde als door het vooruitzicht dat een veel strengere vrouw Anne zou opnemen als zij dat niet deed.
Anne ontwikkelde een grote verbeeldingskracht, gevoed door poëzie en romantische verhalen. Ze gaf romantische namen aan plaatsen, zoals de “White Way of Delight” (een weg omzoomd door bloeiende appelbomen) en de “Lake of Shining Waters” (een vijver bij het huis van de familie Barry). Hoewel Anne impulsief en vol enthousiasme was, bracht dit haar vaak in “scrapes” (benarde situaties), wat resulteerde in pieken van extase en diepten van wanhoop.
Anne maakte aanvankelijk geen goede indruk op de bewoners van Avonlea, met name door een uitbarsting tegenover buurvrouw Rachel Lynde. Ze herstelde dit echter met een vurige verontschuldiging. Al snel sloot ze een diepe vriendschap met Diana Barry, die samen met Matthew tot haar “verwante zielen” behoorde.
Anne had een complexe relatie met Gilbert Blythe, een schoolgenoot die haar plaagde door haar “Carrots” (worteltjes) te noemen vanwege haar rode haar. Anne brak daarop een schoolbord over zijn hoofd, waarna een langdurige rivaliteit ontstond. Gilbert bewonderde Anne echter en probeerde steeds weer haar vriendschap te winnen. Pas jaren later, nadat Gilbert ziek was geworden en Anne zich realiseerde hoeveel hij voor haar betekende, accepteerde ze zijn liefde.
Jaren als lerares in Avonlea
Na haar afstuderen aan de school in Avonlea ging Anne naar Queen’s Academy om opgeleid te worden als lerares. Ze won een beurs voor Redmond College, maar stelde haar studie uit om Marilla te helpen na het overlijden van Matthew. Gilbert stond zijn baan als leraar in Avonlea aan haar af, waardoor ze hun rivaliteit beëindigden en vrienden werden.
Anne bleef lesgeven en zich inzetten voor de gemeenschap. Ze werd een mentor voor de tweeling Davy en Dora, en sloot vriendschap met excentrieke buren. Haar humor, warmte en creativiteit hielpen haar om problemen en misverstanden op te lossen.
Relatie met Gilbert en volwassenheid
Anne’s relatie met Gilbert bloeide op na hun vriendschappelijke verzoening. Hoewel Anne aanvankelijk verliefdheid zocht in romantische idealen, realiseerde ze zich uiteindelijk dat Gilbert haar ware liefde was. Ze verloofden zich en trouwden na drie jaar. Anne werkte als schoolhoofd terwijl Gilbert zijn medische opleiding afrondde. Samen stichtten ze een gezin en kregen zeven kinderen.
Leven als moeder en grootmoeder
Anne en Gilbert leefden een gelukkig leven in Glen St. Mary, waar Anne een liefdevolle, creatieve moeder was. Ze begeleidde haar kinderen met humor en begrip. De Eerste Wereldoorlog bracht echter tragedie, met de dood van hun zoon Walter. Ondanks het verdriet bleef Anne een sterke en optimistische kracht binnen haar gezin.

In de latere boeken zien we een volwassen Anne, tevreden met haar rol als moeder en grootmoeder, terwijl ze haar liefde voor verhalen, natuur en verbeelding behoudt.